# 亥鼻公園
亥鼻公園（いのはなこうえん）は、千葉県千葉市中央区にある歴史公園。亥鼻城（猪鼻城）主郭部分に位置する公園であり、地図等では時代により、猪鼻台公園、猪鼻公園、猪之鼻公園、亥鼻台公園などの表記もみられる。

## 概要

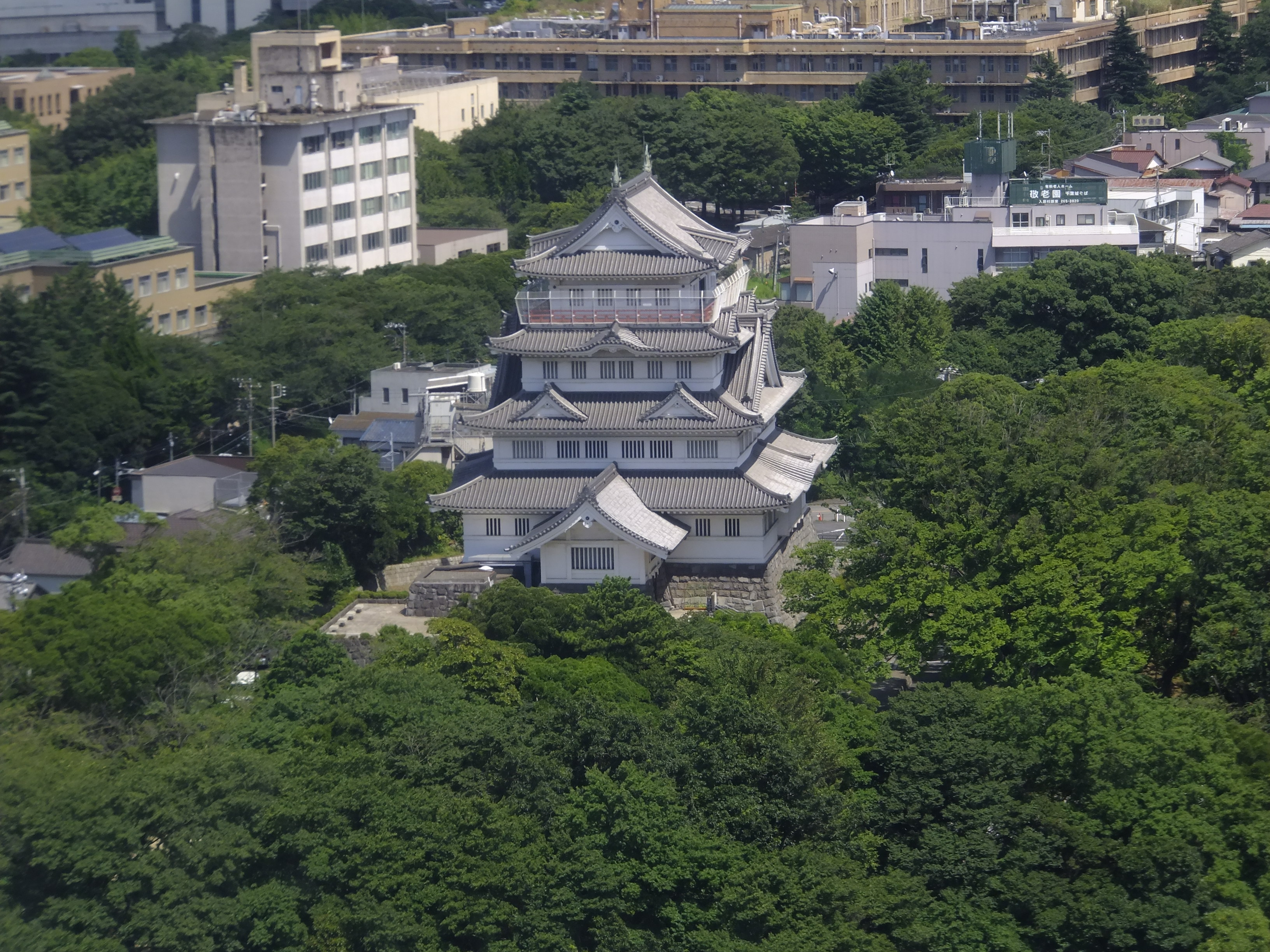
千葉市立郷土博物館

かつて亥鼻城が位置した亥鼻の丘一帯を占める公園であり、1861年（文久元年）の千葉八景に「猪鼻山の望月」が選ばれるなど、古くから名所旧跡として親しまれていた。公園にはソメイヨシノが約100本あり、毎春「千葉城さくら祭り」が開催され、期間中は花見・夜桜や千葉市立郷土博物館のライトアップ、多くの出店を楽しめるなど桜の名所としても親しまれている。

### 文化の森
亥鼻公園、千葉大学教育学部（旧：千葉師範学校）跡、護国神社跡などいわれ深い土地6.22ヘクタールを「文化の森」と呼び、千葉市立郷土博物館、千葉県立中央図書館、千葉県文化会館、聖賢堂、庭園、駐車場を総合的に配置し、文化教育と憩いの場としている。

## 歴史
城跡は1909年（明治42年）以降公園として開放された。その後、1959年（昭和34年）に歴史公園として整備された（面積10,293平方メートル）。山の中腹には1967年（昭和42年）に千葉市立郷土博物館、1988年（昭和63年）にいのはな亭（茶室及び庭園）が建造された。また、1929年（昭和4年）には千葉開府800年記念碑、これとは別に1976年（昭和51年）には千葉開府850年記念碑が建立された。

## 施設
公園内には博物館、図書館、文化会館などの文化施設が集約している。公園内はバリアフリー化されており、設備的には段差や傾斜などがほぼ解消され、スロープによる車椅子での利用が十分に配慮されている。博物館一階および公園内（いのはな亭前）には多機能トイレ（車椅子対応）が設置されている。
- 施設
  - 千葉市立郷土博物館
  - 千葉県立中央図書館
  - 千葉県文化会館（休館中）
  - いのはな亭

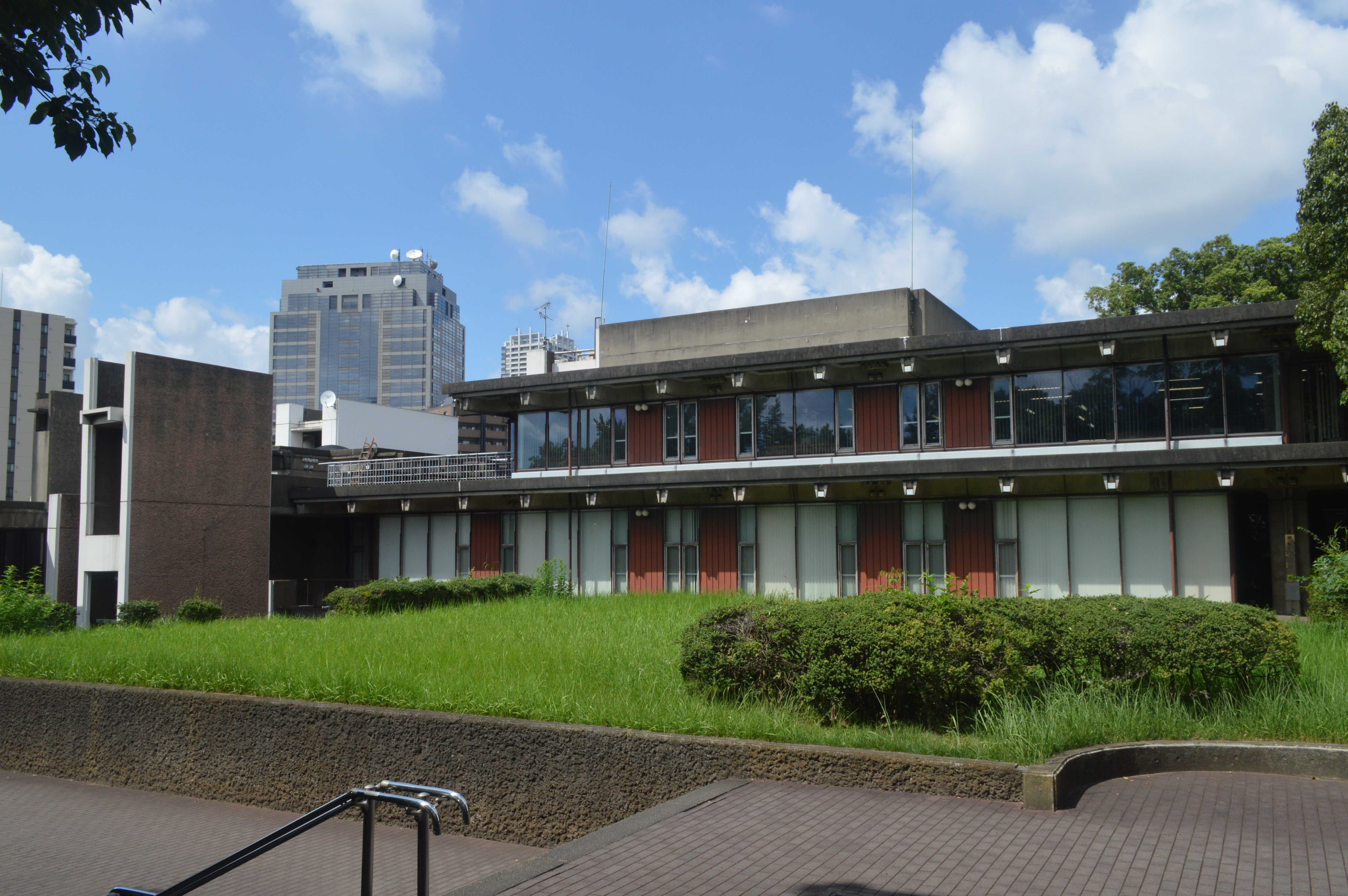
千葉県立中央図書館
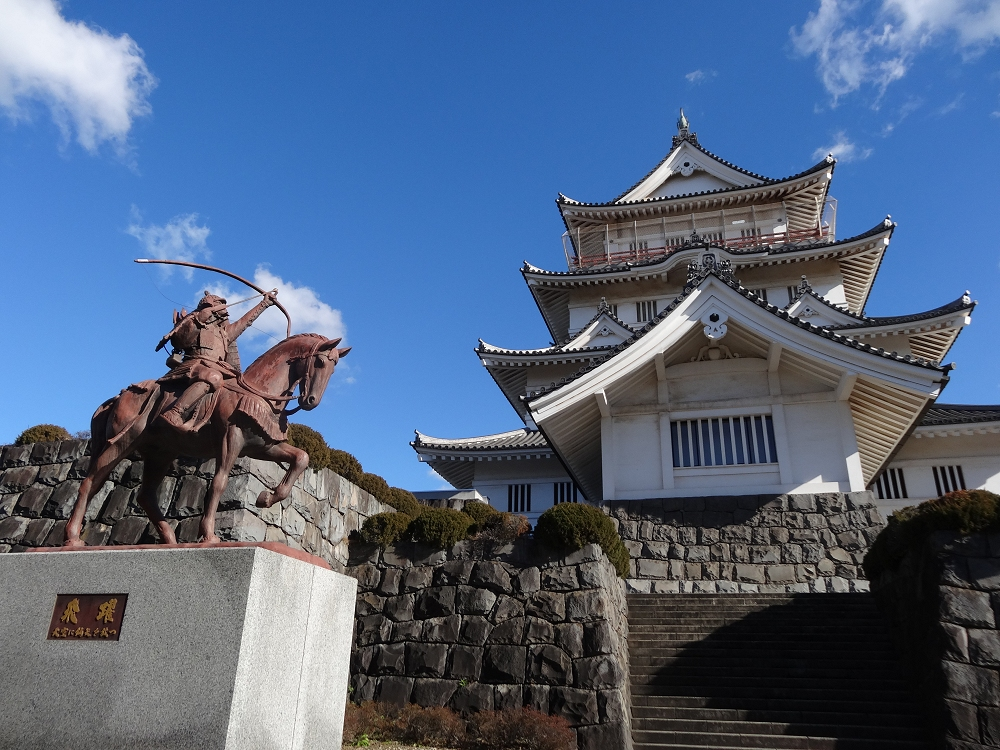
千葉常胤騎馬像と千葉市立郷土博物館
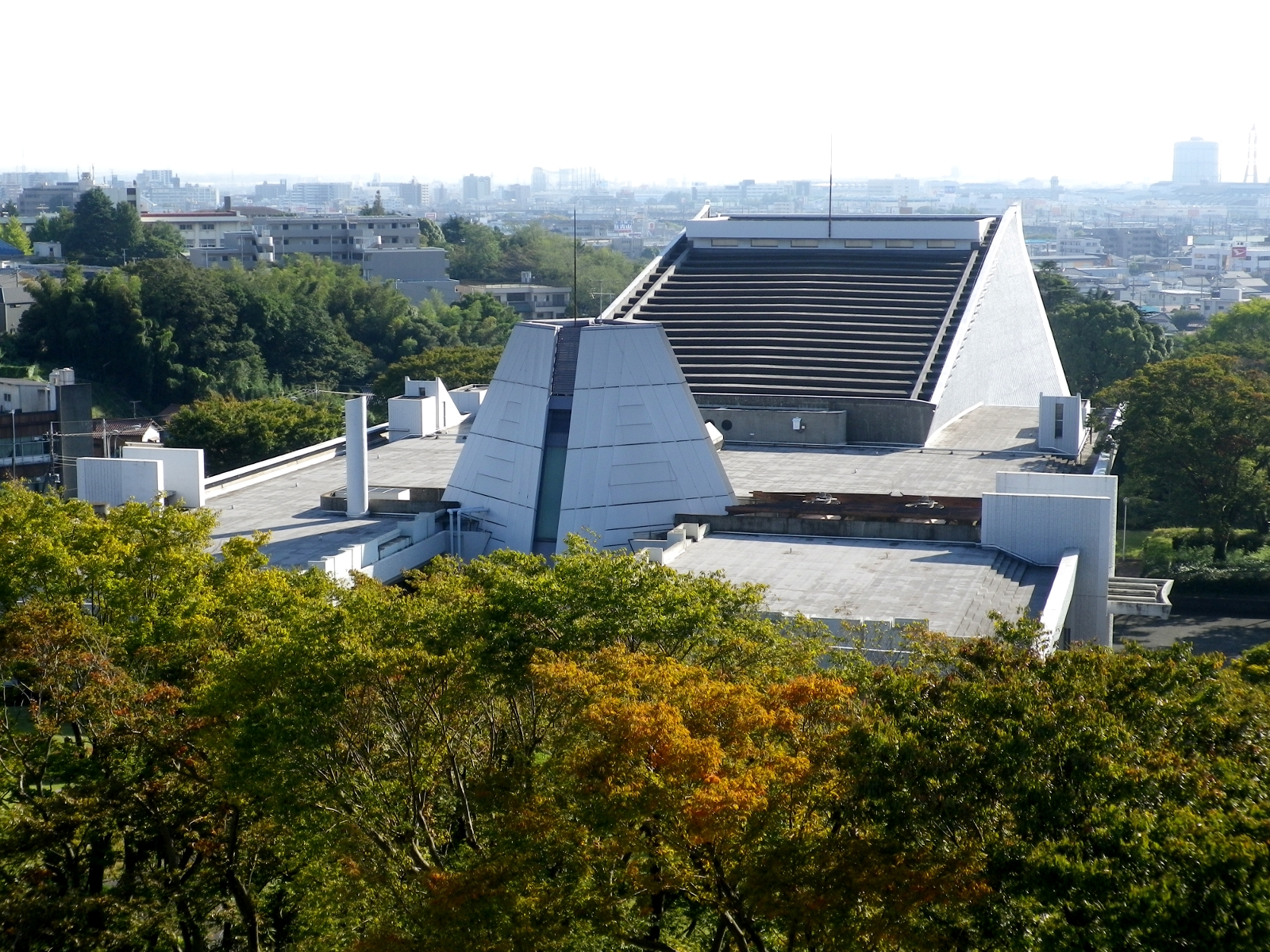
千葉県文化会館

## 史跡
- 石碑・銅像[7]
  - 千葉開府800年記念碑 - 1929年（昭和4年）建立。千葉常重が大椎城から移り館を築いた1126年（大治元年）から800年後に式典を行った。
  - 千葉開府850年記念碑 - 1976年（昭和51年）記念式典が行われ翌年に建立された。
  - 千葉常胤騎馬像『飛躍』 - 2001年（平成13年）建立。市制80周年と政令指定都市移行10年記念。彫刻・制作は田畑功、碑文は吉田天行。
  - 千葉大学教育学部記念碑 - 1874年（明治7年）本町に千葉師範学校創設、1897年（明治30年）亥鼻に移転、1962年（昭和37年）弥生町へ移転。彫刻は荻原碌山作。
  - 千葉大学教育学部附属小学校歌碑 - 千葉大学附属第一小学校（男子部）は、1897年（明治30年）から1966年（昭和41年）まで亥鼻にあった。
  - 千葉県盲聾学校発祥之地碑 - 盲聾学校は1933年（昭和8年）師範学校の隣地に創設。碑は1987年（昭和53年）に建立。現在は千葉県立千葉盲学校と千葉県立千葉聾学校に分離。
  - 藤島茶六句碑 - 藤島茶六（川柳作家）作の句碑。
  - 杉本北柿句碑 - 杉本北柿（川柳作家）作の句碑。
  - ブロンズ像『道標』 - 柳原義達（彫刻家）作の銅像。
  - ブロンズ像『女・夏』 - 佐藤忠良（彫刻家）作の銅像。

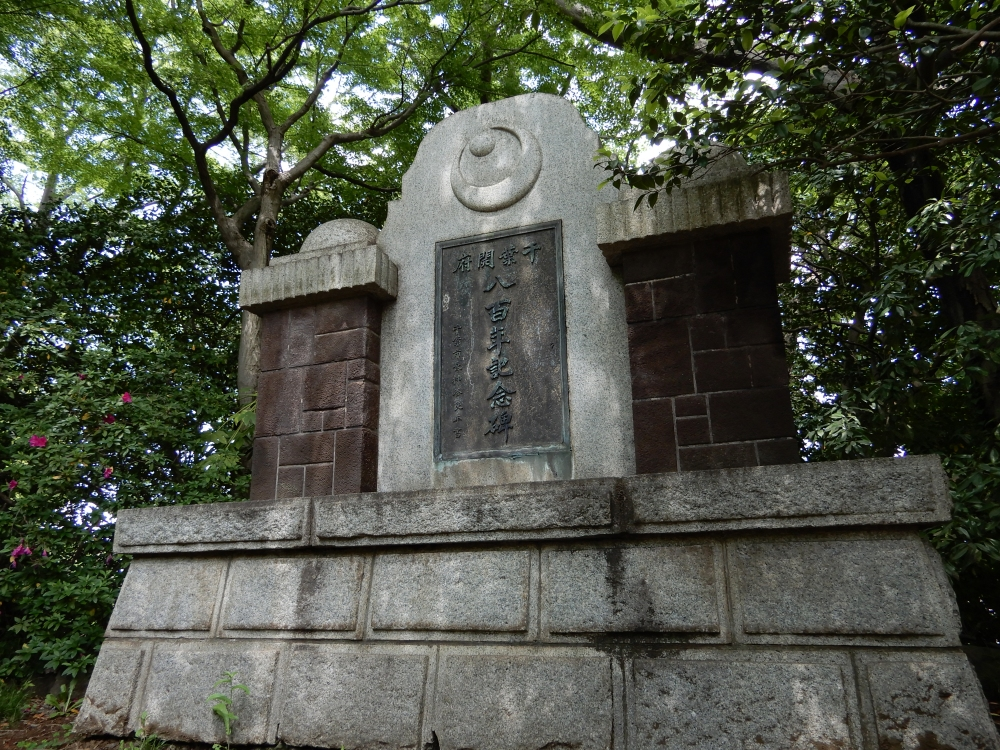
千葉開府800年記念碑
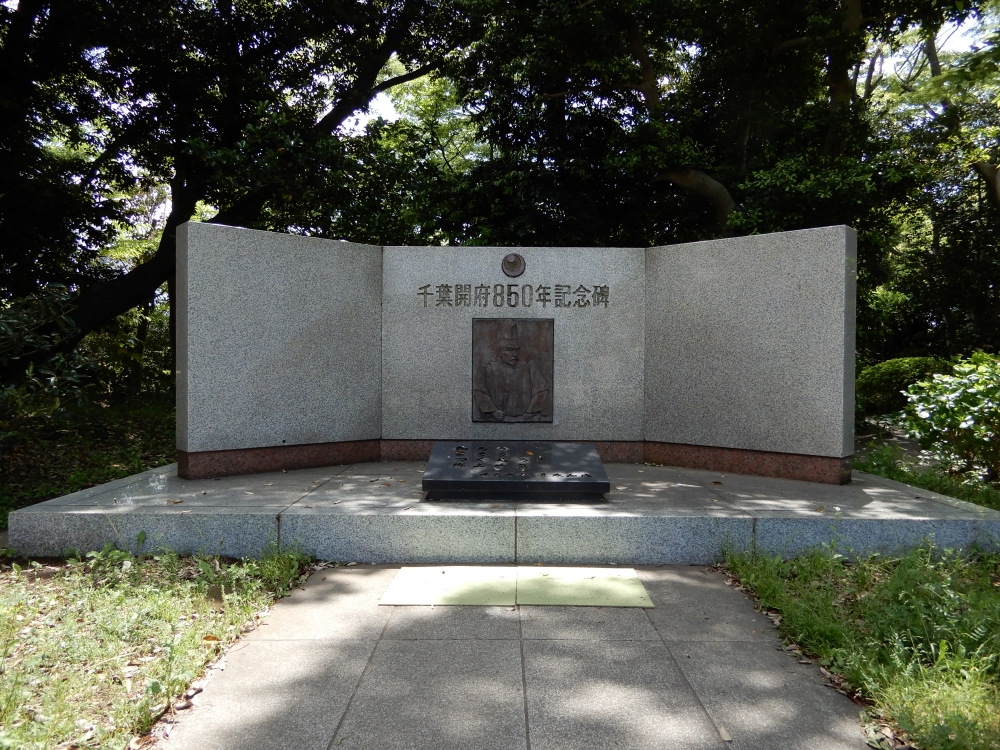
千葉開府850年記念碑

このほか、出羽三山ほか石碑、加瀬完の碑、千葉文化の森碑文、慰霊碑などもある。
- 史跡・寺社[7]
  - 亥鼻城の土塁跡
  - お茶の水
  - 石器時代の砥石
  - 不動堂 - 清水（湧き水）と不動明王信仰が結びついて、不動堂が建てられたとされる。
  - 神明社 - 亥鼻城の守護神として鎮座。
  - 智光院（真言宗豊山派） - 1456年（康正2年）に千葉家の内乱を経て千葉家を相続した馬加康胤によ って建立されたといわれ、本尊は不動明王。
  - 胤重寺（浄土宗） - 千葉常胤の孫・武石胤重の菩提のため建てられたといわれ、本尊は阿弥陀如来。門内左側に「塩地蔵」と呼ばれるイボトリ地蔵がある。
  - 猪鼻城址碑

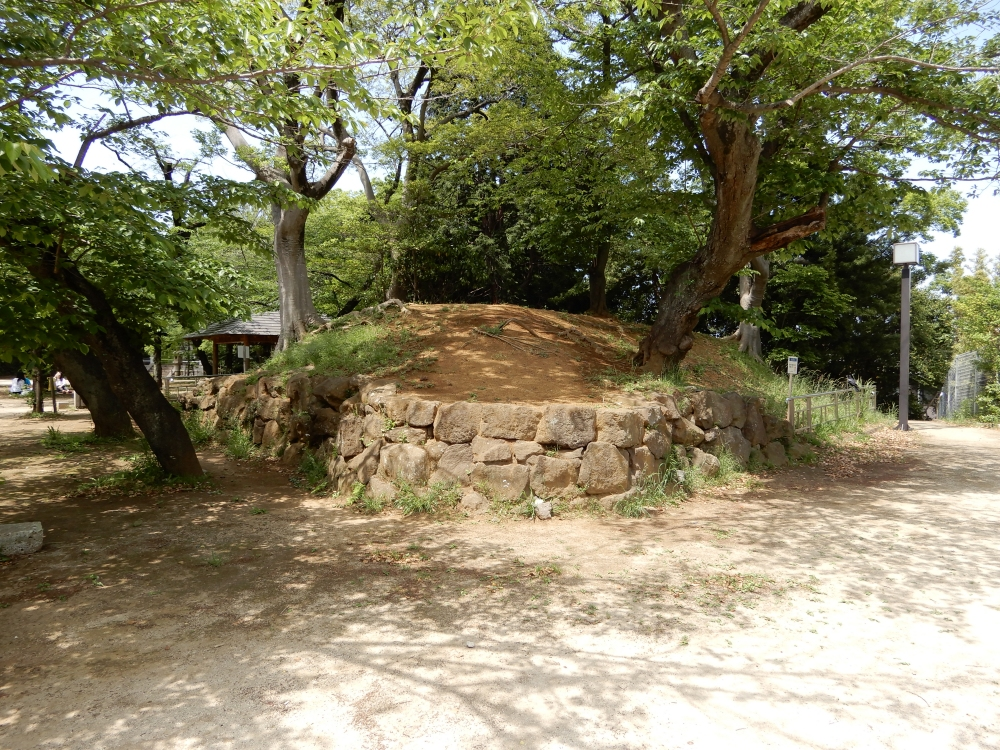
現存する亥鼻城の2郭・3郭間の土塁
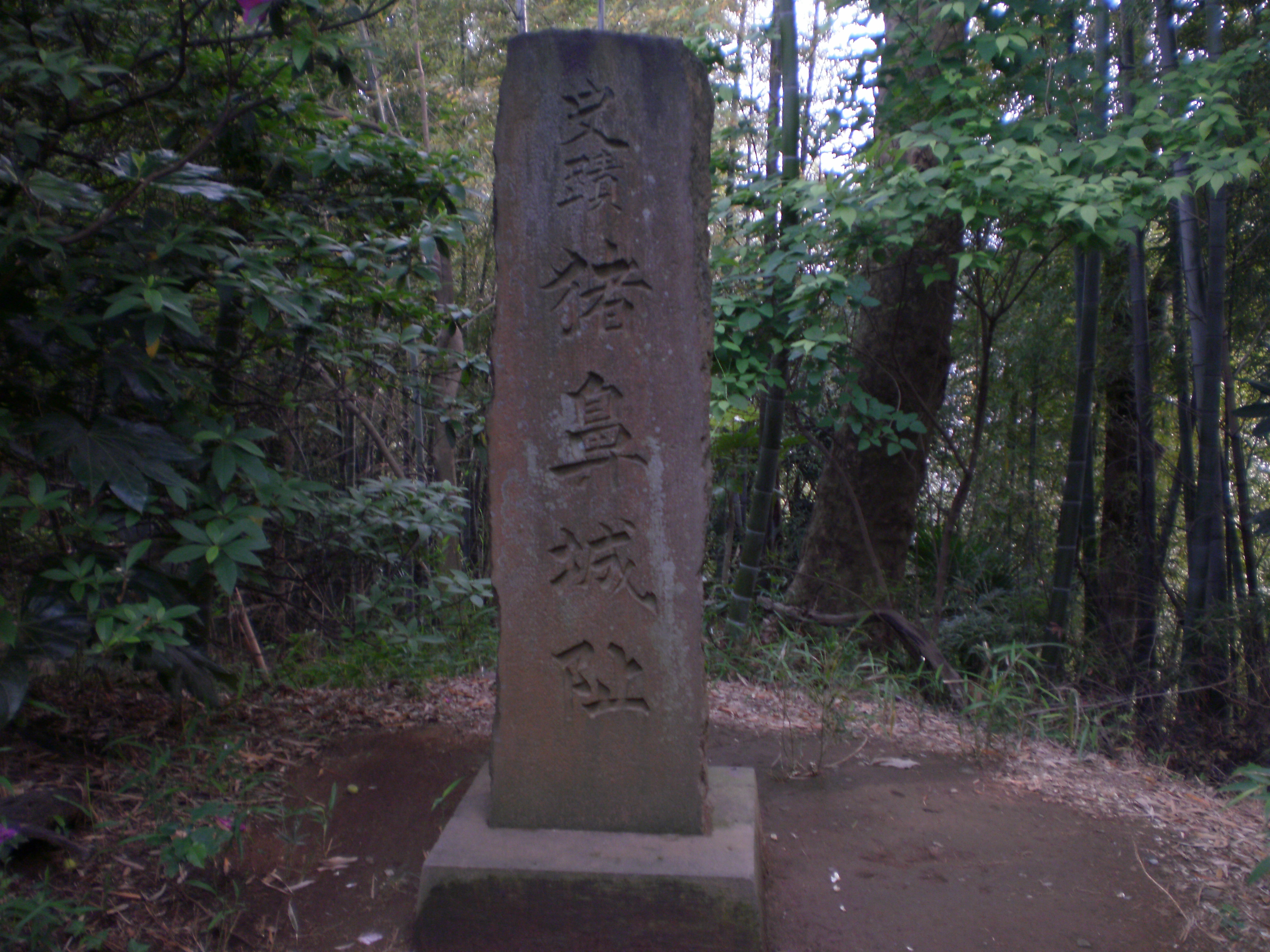
亥鼻城址の碑
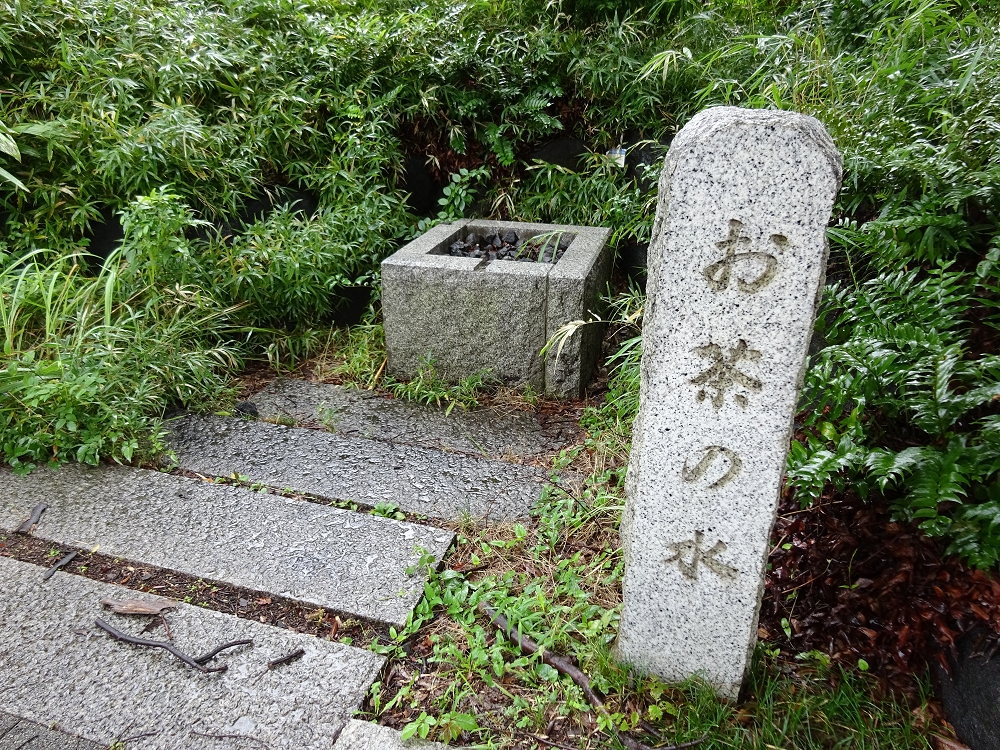
お茶の水
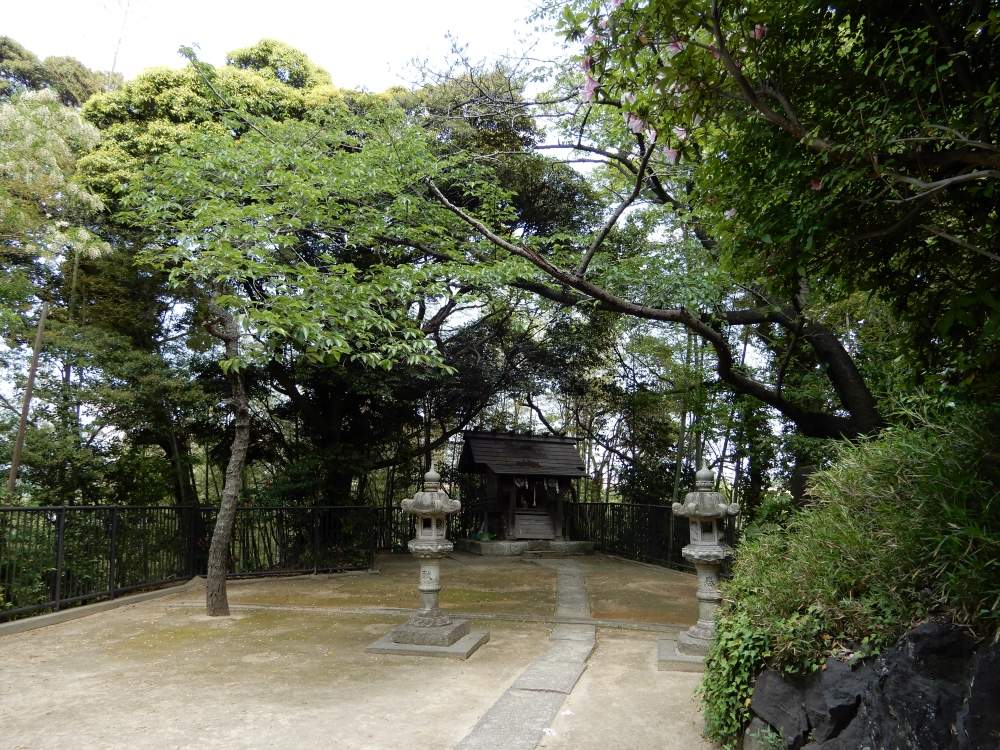
神明社

## 交通

### 公共交通機関

#### 鉄道
- 千葉都市モノレール「県庁前駅」、徒歩約5分
- JR東日本「本千葉駅」、徒歩約10分

#### バス
- 京成バス
  - 千03：千葉駅 - 中央三丁目 - 郷土博物館・千葉県文化会館 - 中央博物館 - 千葉大学病院（平日のみ）
  - 千03-1：千葉駅 - 中央三丁目 - 郷土博物館・千葉県文化会館 - 中央博物館 - 千葉大学病院 - 市立青葉病院 - 南矢作
  - 千04：千葉駅 - 中央三丁目 - 郷土博物館・千葉県文化会館 - 中央博物館 - （千葉大学病院非経由） - 市立青葉病院 - 南矢作（早朝・夜間～深夜のみ）
- ちばシティバス
  - 千21：千葉駅 - 広小路 - 郷土博物館・千葉県文化会館 - 中央博物館 - 千葉大学病院 - 市立青葉病院 - 南矢作 - 川戸都苑
  - 稲102：稲毛駅 - 千葉駅 - 広小路 - 郷土博物館・千葉県文化会館 - 中央博物館 - 千葉大学病院 - 市立青葉病院 - 南矢作 - 川戸都苑

### 自動車

#### 高速道路
- 首都高速小松川線・京葉道路「松ヶ丘インターチェンジ」

#### 駐車場
- 駐車場有、25台（無料）